# Dragster Girls
Dragster Girls (Right on Track) è un film per la televisione pubblicato il 21 marzo 2003 su Disney Channel. In Italia è stato inizialmente distribuito con il titolo originale, salvo poi assumere l'attuale denominazione a seguito del rilascio del film sulla piattaforma Disney+.